# Gare du Bousquet-d’Orb
Gare du Bousquet-d'Orb vasútállomás Franciaországban, Le Bousquet-d'Orb településen.

## Vasútvonalak
Az állomást az alábbi vasútvonalak érintik:
- Béziers-Neussargues-vasútvonal

## Kapcsolódó állomások
A vasútállomáshoz az alábbi állomások vannak a legközelebb:
- Gare de Bédarieux
- Gare de Ceilhes - Roqueredonde
- Gare de Lunas